# Стадион Роналд Вебстер парк
Стадион Роналд Вебстер парк (енгл. James Ronald Webster Park) је спортски стадион у Валију, Ангвила. Углавном користи за фудбалске утакмице, иако већину година крикет тим са Острва заветрине игра једну од својих утакмица у регионалном четвородневном такмичењу на овом терену. Стадион је отворен 1979. године и има капацитет од 4.000 места.

## Преглед
Према издању часописа Висден крикетер из марта 2009. године, терен „важи за најбољи терен на Карибима за темпо, па чак и одскок. Ако се верује гласинама, то има неке везе са ноћним догажајима под светлом пуног месеца“.